# Auvers-Saint-Georges
Auvers-Saint-Georges è un comune francese di 1 214 abitanti situato nel dipartimento dell'Essonne nella regione dell'Île-de-France.

## Società

### Evoluzione demografica
Abitanti censiti